# Prix littéraire de Thetford
Le Prix littéraire de Thetford est un prix littéraire québécois biennal.

## Origine et description
Le concours littéraire est lancé en 2016 par la Ville de Thetford, en collaboration avec le Cégep de Thetford, visant à promouvoir la littérature et à souligner, du même coup, le dynamisme des auteurs et auteures de la région.
Le concours comprend deux volet qui s'alternent à chaque remise. Le volet "Œuvre littéraire publiée" est ouvert aux résidents de 16 ans et plus qui résident au territoire de la MRC des Appalaches depuis au moins un an. Le second volet, le volet "Création littéraire" est ouvert au grand public et qui comprend trois catégories, soit celle destinée aux élèves du primaire, celle pour les élèves du secondaire et celle pour le grand public. Dans ce dernier volet, on récompense des œuvres inédites dont l'action doit se dérouler de manière marquante dans certains espaces publics de la ville ou intégrer des œuvres d'art sélectionné de la région. 

## Lauréats

### Création littéraire
2019 - Marisol Carignan, Littéralement le coup de foudre

### Œuvre littéraire publiée
2017 - Danielle Dussault, Anderson’s Inn
2021 - Micheline Lévesque, Vers Saba